# Burying the Ex
Pour plus de détails, voir Fiche technique et Distribution.
Burying the Ex est une comédie horrifique américaine réalisée par Joe Dante, sortie en 2014.

## Synopsis
Max (Anton Yelchin) est sur le point de s'installer avec sa petite amie Evelyn (Ashley Greene), mais il n'est pas réellement heureux, car cette dernière est possessive et jalouse. Il n'a toutefois pas le courage de lui parler. 
Le destin s'en mêle lorsqu'Evelyn décède brutalement. Après avoir fait son deuil, Max rencontre Olivia (Alexandra Daddario) et tombe fou amoureux. C'est sans compter Evelyn qui revient inexplicablement d'entre les morts, toujours aussi amoureuse de Max.

## Fiche technique
- Titre original et français : Burying the Ex
- Réalisation : Joe Dante
- Scénario : Alan Trezza
- Direction artistique : Freddy Waff
- Décors : Geoffrey Brown
- Costumes : Lynette Meyer
- Photographie : Jonathan Hall
- Montage : Marshall Harvey
- Musique : Joseph LoDuca
- Production : Carl Effenson, Kyle Tekiela, Frankie Lindquist, Mary Cybriwsky, Alan Trezza et David Johnson
- Sociétés de production : Voltage Pictures, Elevated Productions, Act 4 Entertainment, Scooty Woop Entertainment et ArtImage Entertainment
- Société de distribution : Image Entertainment (États-Unis)
- Pays de production :  États-Unis
- Langue originale : anglais
- Format : couleur - 2,35:1
- Genre : comédie horrifique
- Dates de sortie :
  - Italie : 4 septembre 2014 (Mostra de Venise)
  - États-Unis : 19 juin 2015
  - France : 2 février 2016 (directement en vidéo)

## Distribution
- Anton Yelchin (VF : Michele Barrio) : Max
- Ashley Greene (VF : Sylvie Santelli) : Evelyn
- Alexandra Daddario (VF : Sophie Ostria) : Olivia
- Oliver Cooper (VF : Michael Cermeno) : Travis
- Archie Hahn : Chuck
- Dick Miller : le flic grognon

## Production
Burying the Ex est d'abord un  court métrage de 15 minutes, écrit et réalisé par Alan Trezza et sorti en 2008. Il met en scène Danielle Harris dans le rôle d'Olivia, Mircea Monroe en Evelyn et John Francis Daley dans le rôle du petit ami (initialement nommé Zak). Alan Trezza décide ensuite d'étendre son  concept en long métrage et en écrit le script. Il rencontre ensuite Joe Dante, réalisateur de nombreuses comédies horrifiques. Ce dernier est disponible car son précédent projet ne s'est pas concrétisé. Joe Dante avoue plus tard avoir été séduit pas le script qui lui rappelle des comics d'horreur édités par EC Comics, même s'il ajoute que ce n'est pas un film adapté de comics. Un financement, même restreint, est ensuite trouvé et Burying the Ex entre en production. 
Mary Woronov, qui avait tourné sous la direction de Joe Dante dans Hollywood Boulevard (1976) Les Looney Tunes passent à l'action (2003), est engagée pour jouer la propriétaire de la boutique Bloody Mary's. Elle sera finalement coupée au montage. Comme tous les films de Joe Dante, Burying the Ex contient par ailleurs une apparition de Dick Miller
Le tournage principal débute le 17 novembre 2013 et s'achève le 19 décembre 2013. Il se déroule à Los Angeles (Hollywood, Hollywood Forever Cemetery, New Beverly Cinema, Echo Park, etc.). Joe Dante décrit un tournage très rapide et agréable.

## Distinctions

### Récompenses
- California on Location Awards 2014 : Meilleur film indépendant
- Académie des films de science-fiction, fantastique et horreur 2016 : Saturn Award de la meilleure édition DVD

### Nominations
- Rondo Hatton Classic Horror Awards 2015 : Rondo Statuette du meilleur film